# The Magicians
The Magicians, nota anche come I Maghi è una serie televisiva fantasy trasmessa dalla rete via cavo statunitense Syfy dal 16 dicembre 2015 al 1º aprile 2020.
La serie è un adattamento dell'omonimo romanzo di Lev Grossman, pubblicato in italiano con il titolo Il mago, che segue le vicende di Quentin Coldwater, un inquieto ragazzo ammesso a Brakebills, prestigioso e segreto college per maghi.

## Trama
Quentin Coldwater è un inquieto ragazzo alle prese con le ansie derivanti dall'immaginare il proprio futuro all'inizio degli studi universitari. Per combattere anche sintomi di depressione, è solito rifugiarsi nell'universo immaginario della sua serie di libri preferita, Fillory and Further, una saga la cui storia si svolge in un fantastico universo parallelo a quello reale, Fillory, con similitudini con il mondo di Narnia. La sua vita viene stravolta quando viene invitato ai test di ammissione di una prestigiosa quanto segreta scuola di magia, l'unica in Nord America, il Brakebills College for Magical Pedagogy. Ai test, insieme a Quentin, viene invitata anche la sua migliore amica Julia, che tuttavia non riesce a superarli. Quentin si ritrova quindi a frequentare la scuola, dove si avvicina in particolare a Alice Quinn, una ragazza proveniente da una famiglia di rinomati maghi che si è iscritta per scoprire quanto avvenuto al fratello, presumibilmente morto mentre frequentava la stessa struttura. A Brakebills apprende presto non solo che la magia è reale, ma anche che lo è il mondo di Fillory, dal quale proviene una grave minaccia per l'umanità intera. Nel frattempo Julia, che non si arrende all'idea di rinunciare al mondo della magia, viene reclutata da un'associazione segreta di stregoneria. 

## Episodi
| Stagione         | Episodi | Prima TV USA | Pubblicazione Italia |
| ---------------- | ------- | ------------ | -------------------- |
| Prima stagione   | 13      | 2015-2016    | 2016                 |
| Seconda stagione | 13      | 2017         | 2017                 |
| Terza stagione   | 13      | 2018         | 2018                 |
| Quarta stagione  | 13      | 2019         | 2019                 |
| Quinta stagione  | 13      | 2020         | 2020                 |

## Personaggi e interpreti

### Personaggi principali
- Quentin Coldwater (stagione 1-4), interpretato da Jason Ralph, doppiato da Marco Vivio.
Giovane studente ammesso al Brakebills College for Magical Pedagogy per essere formato come mago, dove scopre che l'universo letterario amato sin dall'infanzia, Fillory, è reale. Imbranato e goffo nelle relazioni con gli altri, si rivelerà in realtà l'unico in grado di risolvere molti problemi nonché un pozzo di scienza su Fillory.
- Julia Wicker/Nostra Signora degli Alberi (stagione 1-5), interpretata da Stella Maeve, doppiata da Loretta Di Pisa.
Migliore amica di Quentin, al quale è legata sin dall'infanzia. Sia nel libro che nella serie, affronta l'esame per entrare a Brakebills assieme a Quentin ma a differenza di quest'ultimo non lo passa (nella serie in realtà inizialmente lo passa, per poi venire allontanata) e viene mandata via da Brakebills con la memoria cancellata. In realtà alcuni ricordi le sono rimasti e per cercare di scoprire di nuovo la magia, che per lei è ora come una droga, si metterà in contatto con personaggi loschi noti come Streghe e Stregoni, persone cacciate da Brakebills o autodidatte che praticano la magia di nascosto. Al termine della quarta stagione viene brevemente posseduta dalla Sorella più potente del Mostro (che controlla Eliot).
- Alice Quinn (stagioni 1-5), interpretata da Olivia Taylor Dudley, doppiata da Gemma Donati.
Studentessa di Brakebills, proveniente da una famiglia di maghi, il cui fratello è scomparso mentre frequentava la stessa scuola diventando un Niffin (un essere formato da pura magia, immortale e molto pericoloso). Durante la serie intraprende un rapporto di amore-odio con Quentin che si svilupperà nel corso della storia. È la migliore studentessa della classe e conosce incantesimi di alto livello.
- Eliot Waugh/Il Mostro (stagione 1-5), interpretato da Hale Appleman, doppiato da Nanni Baldini.
Studente di Brakebills che fa da mentore a Quentin. Strambo, apertamente bisessuale e capo della Casa dei Fisici (dove risiedono Quentin e gli altri), apparentemente sembra incurante di qualsiasi cosa e interessato solo al proprio divertimento ma in realtà stringe forti legami con i ragazzi che lo porteranno a compiere scelte inaspettate. Al termine della prima stagione, fino al termine della terza, sarà Alto re di Fillory e consorte di Fen. Al termine della terza stagione e per tutta la durata della quarta viene posseduto dal Mostro.
- William "Penny" Adiyodi/"Penny-23" (stagione 1-5), interpretato da Arjun Gupta, doppiato da Paolo Vivio.
Compagno di stanza di Quentin, con l'abilità di percepire i pensieri altrui (nella serie legge apertamente le menti, soprattutto quella di Quentin) e con l'abilità molto rara di "viaggiare" ovunque a suo piacimento, come una specie di teletrasporto magico, avvertendo le sensazioni altrui. Nel libro il suo ruolo è molto ridotto mentre nella serie viene molto più allargato e vengono creati per lui appositi legami.
- Margo Hanson/Janet (stagione 1-5), interpretata da Summer Bishil, doppiata da Letizia Ciampa.
Altra studentessa di Brakebills, corrispondente al personaggio di Janet nei libri. Indisponente e reginetta assoluta della Casa dei Fisici, ha una non ben definita relazione di amicizia/odio/amore con Eliot. Nonostante il suo carattere, nella serie si dimostrerà essere fiera tanto quanto feroce quando si tratta di difendere i propri amici (e i propri interessi).
- Kady Orloff-Diaz (stagione 2-5, ricorrente 1), interpretata da Jade Tailor, doppiata da Erica Necci. 
Studentessa ribelle che inizia una relazione con Penny. Nel libro questo personaggio non è presente. Ha legami con le Streghe al di fuori di Brakebills.
- Henry Fogg/"Psycho" Fogg (stagione 2-5, ricorrente 1), interpretato da Rick Worthy, doppiato da Massimo Corvo.
È il rettore della scuola. Un vero luminare della magia. Nella terza e quarta stagione, a causa degli eventi avversi che colpiranno la scuola, diventerà dipendente da alcool e droghe.
- Josh Hoberman (stagione 3-5, ricorrente 2, guest 1), interpretato da Trevor Einhorn.
Un ex studente di Brakebills e membro del gruppo di iscritti che scomparve misteriosamente nel nulla.
- Fen (stagione 3-5, ricorrente 2), interpretata da Brittany Curran.
Moglie di Eliot in Fillory.

### Personaggi secondari
- Christopher Plover (stagioni 1, 4, 5), interpretato da Charles Shaughnessy.
Il solitario autore dei romanzi riguardanti Fillory, beniamino dell'infanzia di Quentin.
- Victoria (stagioni 1, 3), interpretata da Hannah Levien.
Una Viaggiatrice, studentessa di Brakebills e una dei tre sopravvissuti del gruppo di iscritti che viaggiò fino a Fillory, divenendo infine prigioniera della Bestia. Morirà all'interno di un Ponte nello Specchio nella terza stagione.
- Pete (stagioni 1, 4), interpretato da David Call.
È il reclutatore di Julia nell'associazione di stregoneria. Fa la sua riapparizione quando diventa il nuovo luogotenente di Kady.
- James (stagione 1), interpretato da Michael Cassidy.
All'inizio della serie fidanzato di Julia e amico intimo di Quentin.
- Ted Coldwater (stagione 1-4), interpretato da Spencer Garrett.
È il padre di Quentin.
- Eliza/Jane Chatwin (stagione 1, guest 3, 5), interpretata da Rose Liston e Esmé Bianco, doppiata da Sabine Cerullo.
Un personaggio dei romanzi della saga "Fillory and Further" che appare più volte in sogno a Quentin, aiutandolo e guidandolo nel suo magico viaggio. Nel presente, divenuta adulta, sotto le mentite spoglie di Eliza, svolge il compito di iniziare Quentin alla magia. A Fillory una sua versione adulta è conosciuta come Strega degli Orologi oppure Orologiaia.
- Pearl Sunderland (stagione 1-2), interpretata da Anne Dudek.
Una delle insegnanti della scuola e diretta collaboratrice di Henry.
- Marina Andrieski/"Marina-23" (stagione 1-5), interpretata da Kacey Rohl.
Ex studentessa di Brakebills espulsa dalla scuola, divenuta il capo dell'associazione di streghe in cui è reclutata Julia.
- Mischa Mayakovsky (stagione 1-4), interpretato da Brían F. O'Byrne.
Professore e mago molto potente, dirigente di Brakebills South.
- Martin Chatwin/La Bestia (stagione 1–2, guest 5), interpretato da Charles Mesure.
Fratello di Jane e Rupert ed ex Alto Re di Fillory. Fa il suo ritorno dalla fonte magica di Fillory come un mago supremo, grazie alle sei dita ottenute dopo il processo di mutazione, creando scompiglio anche sulla Terra. La sua testa normalmente è oscurata magicamente da uno sciame di falene.
- Richard Corrigan/Reynard la Volpe (stagione 1–3), interpretato da Mackenzie Astin.
Corrigan era un mago ed ex membro del Free Trader Beowulf. Nel tentativo di evocare la dea Persefone, a costo della sua vita, lui e il suo gruppo di adepti attira le attenzioni del figlio della dea, il dio pagano truffatore Reynard, che prende possesso del corpo di Richard.
- Professoressa Eleanor Lipson (stagione 1-5), interpretata da Keegan Connor Tracy.
Un'insegnante di Brakebills specializzata nella magia curativa. Lavora nell'infermeria della scuola.
- Persefone (stagione 3-4, guest 1), interpretata da Garcelle Beauvais.
Dea degli inferi, consorte di Ade e madre di Reynard la Volpe, che appare più volte in sogno a Julia.
- Dr. Jennifer London (stagione 1), interpretato da Tembi Locke.
Il medico di Quentin all'ospedale psichiatrico.
- Zelda Schiff (stagione 2–5, guest 1), interpretata da Mageina Tovah.
Capo bibliotecaria della Biblioteca di Neppuria.
- Todd (stagione 2–5, guest 1), interpretato da Adam DiMarco.
Uno studente di Brakebills.
- Tick Pickwick (stagione 2–4, guest 5), interpretato da Rizwan Manji.
Un consigliere reale di Fillory.
- Principe Ess (stagione 2–3), interpretato da Arlen Escarpeta.
Il giovane figlio di Idri, signore di Loria, nazione confinante con Fillory.
- John Gaines (stagione 2), interpretato da Christopher Gorham.
Un senatore che scopre di possedere abilità singolari.
- Benedict Pickwick (stagione 2–3, guest 5), interpretato da Harvey Guillen.
Servitore e cartografo della corte di Fillory, figlio di Tick Pickwick.
- Idri (stagione 2–3), interpretato da Leonard Roberts.
Re di Loria e potenziale amante di Eliot.
- Ombra di Julia (stagione 2), interpretata da Imogen Tear.
Una versione-ombra della controparte giovanile di Julia.
- Ember (stagione 1-2, guest 4, 5), interpretato da Dominic Burgess.
Dio filloriano del caos, gemello di Umber. Vive in esilio da tempo, per timore che la Bestia lo uccida.
- Umber (stagione 2, guest 5), interpretato da Nico Evers-Swindell.
Dio filloriano dell'ordine, gemello di Ember. Creduto a lungo morto, vive in realtà a Vancouver sotto mentite spoglie.
- Regina delle Fate (stagione 3, guest 2), interpretata da Candis Cayne
Sovrana del Regno delle Fate che costringe Margo all'obbedienza, dopo che quest'ultima ha stipulato un patto con le Fate.
- Bacco (stagione 3-4), interpretato da Ryan McDonald.
Dio dei bagordi e vecchio amico di Josh, che organizza spesso feste selvagge alle quali sono ammessi solo i maghi e le creature magiche lo divertono.
- Iris (stagione 3-4), interpretata da Madisen Beaty.
Dea messaggera.
- Ade (stagione 3, guest 5), interpretato da Michael Luwoye.
Dio a capo degli inferi e consorte di Persefone.
- Harriet Schiff (stagione 3–4, guest 2), interpretata da Marlee Matlin.
Direttrice sorda di Fuzzbeat, un sito clickbait che furtivamente fornisce conoscenza magica. Successivamente si scoprirà che Harriet è la figlia della bibliotecaria Zelda Schiff.
- Agate Grey (stagione 3), interpretata da Dina Meyer.
La Regina di Pietra, sovrana delle tribù della Montagna Fluttuante, intenzionata a far sposare suo figlio con Margo.
- Poppy Kline (stagione 3–4), interpretata da Felicia Day.
Ex studentessa di Brakebills e terza e ultima sopravvissuta del gruppo di iscritti che scomparve nel nulla, ritrovata da Quentin in Fillory.
- Hyman Cooper (stagione 3-5), interpretato da Dustin Ingram.
Studente di Brakebills degli anni '20, con capacità da Viaggiatore, divenuto famoso nell'istituto per la sua enorme perversione nello spiare tutto e tutti, soprattutto le ragazze negli spogliatoi. Proprio durante una delle sue proiezioni astrali, qualcuno ha nascosto il suo corpo, impedendogli di tornarci e rimanendo intrappolato su quel piano, morendo. Da allora è divenuto famoso come il "Fantasma pervertito di Brakebills".
- Irene McAllistair (stagione 3), interpretata da Jaime Ray Newman.
Un membro del consiglio di Brakebills di cui diviene la padrona, quando la scomparsa della magia rischia di far chiudere la scuola.
- Fray (Fragile Creatura) (stagione 3), interpretata da Madeleine Arthur.
Ragazzina presentata come la figlia di Eliot e Fen dalla Regina delle Fate.
- Skye (stagione 3), interpretata da Anja Savcic.
Una Fata ridotta in schiavitù.
- Gavin (stagione 3–5), interpretato da Daniel Nemes, doppiato Alessandro Sitzìa.
Un bibliotecario di Neppuria.
- Shoshana (stagione 4), interpretata da Jolene Purdy.
Una Menade affiliata al dio delle feste Bacco.
- Sheila (stagione 4), interpretata da Camryn Manheim.
Una maga residente a Modesto che diventa amica e allieva di magia di Alice.
- Everett Rowe (stagione 4), interpretato da Brian Markinson.
Leader del Consiglio di amministrazione della Biblioteca di Neppuria e primo supervisore dei Bibliotecari.
- Aengus/Enyalius (stagione 4), interpretato da Gethin Anthony.
Dio truffatore celtico, creatore dei lepricauni, suoi fedeli servitori.
- Charlton (stagione 5; guest 3–4), interpretato da Spencer Daniels.
Filloriano divenuto vittima del Mostro, che ha preso possesso del suo corpo mille anni fa, prima di passare in quello di Elliot. Alla fine si ritrova a vivere nella mente dello stesso Elliot, avendo condiviso entrambi la terribile esperienza della possessione da parte di quell'essere, e da allora può essere visto solo da lui e comunicare solo con lui.
- Sir Hargreave Mcgrubney Cubbins Archibald Brian Effingham III (stagione 5), interpretato da Sean Maguire.
Creatura magica di Fillory, metà uomo e metà maiale, che giunge sulla Terra in cerca di Quentin Coldwater per affidargli un'importante missione.
- Re Oscuro/Rupert Sebastian "Seb" Chatwin (stagione 5), interpretato da Sean Maguire.
Conosciuto da pochi fidati anche come Seb, è divenuto il nuovo, misterioso Alto Re di Fillory, regnando da 300 anni, tempo trascorso tra la scomparsa e il ritorno di Elliot e Margo in quel mondo. Approfittando della loro assenza, Seb ha detronizzato e giustiziato Josh e Fen, sostenuto dal popolo, poiché è l'unico mago abbastanza potente da sconfiggere gli altrettanto misteriosi Razziatori, creature apparse improvvisamente dal nulla, che rapiscono i malcapitati che si trovano sul loro cammino.
- La Coppia, ovvero George e Paloma Ball (stagione 5), interpretati da Geoffrey Arend e Carmela Zumbado.
Coppia di maghi spietata e brutale, dedita alla ricerca incessante del Seme dei Mondi, un potente e raro artefatto magico che Quentin un tempo aveva studiato, lasciando poi qualche traccia a tal proposito per i suoi amici.

## Produzione
La serie è un adattamento del romanzo del 2009 Il mago (The Magicians), scritto da Lev Grossman, che ha anche pubblicato due seguiti tra il 2011 e il 2014. Grossman aveva inizialmente ceduto i diritti per farne una serie televisiva alla Fox nel 2011, ma l'emittente decise di scartare il progetto. Nel 2014 fu invece Syfy ad annunciare di stare lavorando a un adattamento televisivo, affidato agli sceneggiatori Sera Gamble, già autrice e produttrice di Supernatural, e John McNamara, ideatore di Aquarius. Il 10 luglio 2014 fu ordinato un episodio pilota, diretto da Mike Cahill e girato a New Orleans negli ultimi mesi dello stesso anno. Il 4 maggio 2015 l'emittente via cavo diede il semaforo verde alla produzione di una prima stagione completa. Le riprese ricominciarono quindi nel mese di agosto 2015, spostandosi a Vancouver.
Grossman ha partecipato alla produzione come consulente. La prima stagione segue le vicende del primo libro della serie letteraria, prendendo spunto anche da alcune vicende del secondo. Rispetto ai libri, i personaggi sono più grandi (Quentin all'inizio del libro ha 17 anni); mentre il nome di Janet è stato cambiato in Margo per la presenza di molti personaggi il cui nome inizia con la "J".
Inizialmente annunciata per l'inizio del 2016, Syfy decise di trasmettere il primo episodio il 16 dicembre 2015, proseguendo la trasmissione regolare degli episodi dal mese successivo. L'8 febbraio 2016 la serie è stata rinnovata per una seconda stagione, composta come la prima da 13 episodi, la cui trasmissione è stata nel 2017. Il 12 aprile 2017 la serie viene rinnovata per una terza stagione composta come la seconda da 13 episodi, la cui trasmissione è prevista per il 2018, e ottiene un ulteriore rinnovo per una quarta stagione prevista per il 2019. Il 22 gennaio 2019 è stata confermata la notizia che verrà prodotta una quinta stagione.
Il 2 dicembre viene distribuito il trailer della quinta stagione, che verrà resa disponibile dal network il 15 gennaio 2020. Il 3 marzo 2020 Syfy conferma che la quinta stagione sarà anche l'ultima della serie.